# هاکرینگ
هاکرینگ (به انگلیسی: Hockering) یک روستا و محله مدنی در بریتانیا است که در Breckland District واقع شده‌است. هاکرینگ ۸٫۱۰ کیلومتر مربع مساحت و ۶۲۸ نفر جمعیت دارد.